# 86 Aquarii
86 Aquarii (c¹ Aquarii) é uma estrela tripla na direção da Aquarius. Possui uma ascensão reta de 23h 06m 40.81s e uma declinação de −23° 44′ 35.2″. Sua magnitude aparente é igual a 4.48. Considerando sua distância de 188 anos-luz em relação à Terra, sua magnitude absoluta é igual a 0.67. Pertence à classe espectral G8III.